# Liste des régimes politiques de la France
Cette page dresse une liste des régimes français.

## Liste
| Consulat                                                      |
| ------------------------------------------------------------- |
| Commission consulaire du 11 novembre 1799 au 13 décembre 1799 |
| Consulat du 13 décembre 1799 au 2 août 1802                   |
| Premier consul du 2 août 1802 au 18 mai 1804                  |

| Assemblée nationale sous la IIIe (1875-1942) | Assemblée nationale sous la IIIe (1875-1942) |
| -------------------------------------------- | -------------------------------------------- |
| Chambre des députés (1875-1942)              | Sénat (1875-1942)                            |

| Congrès (1958–actuel)             | Congrès (1958–actuel) |
| --------------------------------- | --------------------- |
| Assemblée nationale (1958–actuel) | Sénat (1958–actuel)   |